# Gomphus pulchellus
Gomphus pulchellus е вид водно конче от семейство Gomphidae. Видът не е застрашен от изчезване.

## Разпространение и местообитание
Разпространен е в Австрия, Андора, Белгия, Германия, Испания, Лихтенщайн, Люксембург, Нидерландия, Португалия, Франция и Швейцария. Временно е пребиваващ в Италия и Хърватия.
Среща се на надморска височина от -0,8 до 30,1 m.

## Описание
Популацията на вида е нарастваща.